# مقاطعة دونيفان (كانساس)
مقاطعة دونيفان (بالإنجليزية: Doniphan County)‏ هي إحدى المقاطعات في ولاية كانساس، الولايات المتحدة الأمريكية.